# Ivan Maslennikov
Pour les articles homonymes, voir Maslennikov.
Ivan Ivanovitch Maslennikov (en russe : Ива́н Ива́нович Ма́сленников), né le 16 septembre 1900 à Tchalykla dans le gouvernement de Samara et mort le 16 avril 1954 à Moscou, est un militaire soviétique. Député du 1er et 2e Soviet suprême de l'Union soviétique. Candidat du Comité central du Parti communiste de l'Union soviétique en 1939-1954 .

## Biographie
Ivan Maslennikov nait dans une station de chemin de fer proche de Saratov. En 1917, il rejoint les gardes rouges pro-bolchevik, il se bat près d'Astrakhan. Il sert dans l'Armée rouge au sud durant la guerre civile, il devient commandant d'une brigade de cavalerie en 1921. Il devient commandant d'escadron en 1928 et est transféré vers la frontière d'Asie centrale.
En 1935 comme colonel il est diplômé de l'Académie militaire Frounze. En 1936 son régiment est stationné en Azerbaïdjan. En février 1939, il est promu au poste de commissaire adjoint à la NKVD. Son régiment participe à l'occupation de la Pologne en septembre 1939. En juillet 1941, il commande la 29e armée. En juillet 1941, son régiment se bat dans la région de Rjev. Le 12 octobre, les Allemands encercle la 29e armée mais ils réussissent à traverser la rive nord de la Volga.
Le 5 décembre 1941, la 29e armée participe à la bataille de Moscou au sud-ouest de Rjev. Rjev est occupée par les Allemands le 16 décembre et 8 jours plus tard, les 29e et 31e armées encerclent la ville. Il est soudainement relevé de son commandement et commande la 39e armée nouvellement formée, se concentrant dans la région de Torjok. La 39e armée était composées de ses six divisions d'infanterie avec une moyenne de 9 000 hommes chacune. Le 7 janvier 1942, la 39e armée participe à l'offensive hivernale de 1941-1942, elle perce la ligne de front allemande dans la région de Torjok. En février 1942, les Allemands détruisent la 29e armée et entraîne l'isolement de la 39e armée. Le 17 juillet, encerclé l'armée est réduite à 8 000 hommes. Dans la semaine suivante, 3 500 hommes de la 39e armée ont traversé les principales forces soviétiques. Le reste périt.
À partir du 8 août 1942, il commande le groupe d'armées Nord du front Transcaucasien, puis, à partir du 24 janvier 1943, du front du Nord-Caucase.
Le 3e front de la Baltique fut créé le 21 avril 1944 et fut dissous le 16 octobre 1944, après une série de campagnes dans les États baltes, qui culmina par la prise de Riga les 13 et 15 octobre 1944. Cette formation prit part notamment à l'offensive Pskov-Ostrov et à l'opération Tartu. Ivan Maslennikov fut l'unique commandant du front. Après la prise de Riga, le haut-commandement soviétique dissout le front et réaffecta les armées qui le composaient.
Héros de l'Union soviétique le 8 septembre 1945.
Après la guerre, en octobre 1945, Ivan Maslennikov fut nommé commandant du district militaire de Bakou puis, en mai 1946, commandant du district militaire transcaucasien.
De 1947 à 1948, il a étudié à l'Académie militaire de l'état-major général de l'Union soviétique.
Le 10 juin 1948, il est nommé au poste de vice-ministre de l'Intérieur de l'URSS pour les armées et simultanément à partir du 5 janvier 1952, il devient membre du conseil d'administration du ministère de l'Intérieur de l'URSS. Le 12 mars 1953, il est nommé adjoint du ministre de l'Intérieur de l'URSS.
En été 1953, en tant que chef de la commission du Ministère de l'Intérieur il participe aux négociations, puis, à la répression du soulèvement de Vorkouta.
Le général d'armée Ivan Maslennikov se suicide par arme à feu le 16 avril 1954 à Moscou. Il est enterré au cimetière Vagankovo (section 20).

## Décorations
- Étoile d'or (08.09.1945)
- Ordre de Lénine (26.04.1940; 13.12.1942; 21.02.1945; 8.09.1945)
- Ordre du Drapeau rouge (14.02.1936; 12.01.1942; 3.11.1944; 6.11.1947)
- Ordre de Souvorov de 1re classe (28.01.1943)
- Ordre de Koutouzov de 1re classe (21.02.1944; 29.07.1944)
- Ordre de l'Étoile rouge (12.02.1941)
- Médaille pour la Défense de Léningrad (1942)
- Médaille pour la défense du Caucase (1944)
- Médaille pour la victoire sur l'Allemagne (1945)